# Setmana Ciclista Valenciana
A Volta à Comunitat Valenciana Feminina (oficialmente: Setmana Ciclista Valenciana) é uma corrida ciclista feminina profissional por etapas espanhola que se disputa na Comunidade Valenciana.
Criou-se em 2017. É a segunda corrida por etapas feminina de Espanha depois da Emakumen Bira, em Euskadi.
Sua primeira edição esteve integrada por 4 etapas, com início e final em Villarreal, Gandía, Alicante e Valencia, respectivamente.
Está organizada pelo Clube Ciclista Escapada.

## Palmarés
| Ano  | Vencedor              | Segundo                | Terceiro               |
| ---- | --------------------- | ---------------------- | ---------------------- |
| 2017 | Cecilie Uttrup Ludwig | Arlenis Sierra         | Ashleigh Moolman Pasio |
| 2018 | Hannah Barnes         | Ashleigh Moolman Pasio | Alicia González Blanco |
| 2019 | Clara Koppenburg      | Soraya Paladin         | Ashleigh Moolman Pasio |
| 2020 | Anna van der Breggen  | Clara Koppenburg       | Demi Vollering         |
| 2021 | Annemiek van Vleuten  | Mavi García            | Katrine Aalerud        |
| 2022 | Annemiek van Vleuten  | Cecilie Uttrup Ludwig  | Marta Cavalli          |
| 2023 | Justine Ghekiere      | Ashleigh Moolman Pasio | Amanda Spratt          |
| 2024 | Marlen Reusser        | Katarzyna Niewiadoma   | Niamh Fisher-Black     |
| 2025 | Demi Vollering        | Marlen Reusser         | Anna van der Breggen   |

## Palmarés por países
| País          | Vitórias |
| ------------- | -------- |
| Países Baixos | 2        |
| Dinamarca     | 1        |
| Reino Unido   | 1        |
| Alemanha      | 1        |